# ベアトリーチェ・ダラゴーナ
ベアトリーチェ・ダラゴーナ（イタリア語：Beatrice d'Aragona, 1457年11月16日 - 1508年9月23日）は、ナポリ王女として生まれ、2度ハンガリーおよびボヘミアの王妃となった人物。ハンガリー語名はアラゴーニアイ・ベアトリクス（Aragóniai Beatrix）、チェコ語名はベアトリクス・ネアポルスカー（Beatrix Neapolská）。

## 生涯
ナポリ王フェルディナンド1世と王妃イザベッラ・ディ・キアロモンテの次女としてナポリで生まれた。1476年12月、ハンガリー王マーチャーシュ1世の3度目の妃となった。3度の結婚でいずれも嫡子を得られなかったマーチャーシュは、庶子ヤーノシュへの王位継承を考えていたといわれるが、ベアトリーチェを含む多くの人々の同意を得られないまま、1490年に急死した。
マーチャーシュに代わってハンガリー王となったウラースロー2世と1491年に再婚し、その2度目の妃となったが、この結婚でも子供はできず、1502年頃に2人は離婚した。ウラースローはアンヌ・ド・フォワと再婚した。ベアトリーチェはナポリへ帰国し、1508年に没した。